# Мора, Наима
Наима Мора (англ. Naima Mora; род. 1 марта 1984, Детройт, штат Мичиган, США) — американская модель и певица. Победительница четвёртого сезона шоу «Топ-модель по-американски».

## Биография

### Ранняя жизнь
Наима Мора родилась и росла в Детройте. Её отец — афро-мексиканский джазовый музыкант (ударник) Франциско Мора Катлетт. Мама Наимы ирландской и афро-американской крови. В настоящее время они в разводе. Её дедушка по папиной линии — художник Франциско Мора, а бабушка — скульптор Элизабет Катлетт. У Наимы 5 сестер, включая её сестру-близнеца Ниа. Её старшая сестра, Ифе Мора, родилась в 1977 году и является вокалисткой в трип-хоп-экспериментальной рок-группе.
В 2002 году Наима окончила школу «Cass Technical High School» в Детройте. Она серьёзно занималась балетом и поступила в американский балетный театр города Детройт. Затем она поступила в школу танцевального театра в Гарлеме, Нью-Йорк. В это время она жила у друзей и подрабатывала официанткой в кафе, где её и нашёл агент America’s Next Top Model и пригласил участвовать в кастинге.

### Топ-модель по-американски
Наима пришла на шоу очень тихой девушкой, которая ни с кем не конфликтовала. Почти на протяжении всего шоу Наима работала неплохо, но не отлично, только под конец шоу её работы начали выходить отличными. На финальном дефиле Наима вместе с соперницей Кейлин Рондо прошли отлично, только судьи увидели в Наиме немного больше потенциала, чем в Кейлин. Мора победила в шоу и получила в награду контракт на год с Ford Models, контракт на 100 тыс. $ с CoverGirl cosmetics и разворот в журнале Elle.

## Карьера

### Модельная карьера
После победы она участвовала в Шоу Тайры Бэнкс (The Tyra Banks Show), снялась во втором сезоне телесериала Veronica Mars в роли учительницы и участвовала в рекламе CoverGirl Cosmetics вместе с победительницей второго сезона America’s Next Top Model Йоанной Хаус.
Вместе с участницей третьего сезона America’s Next Top Model Энн Маркли Наима вручала приз на Primetime Emmy Awards в 2005 году. Также она была судьей на конкурсе Miss Teen USA Pageant в 2005 году. Весной 2006 года она была гостем на шоу Ramapo College Enerve Couture Fashion Show.
Фотографии Наимы появлялись в журналах CoverGirl, ELLE Magazine, Fuego Magazine, US Weekly Magazine, Radaar Magazine, IN Touch Magazine, Star Magazine, Teen People Magazine, Split Clothing и Jazz Album Samsung. Она принимала участие в показах Christopher Deane Spring 2006 Collection, Gharani Strok Fall 2005, Carlos Miele Fashion Show, Walmart and ELLEgirl Presents Dare To Be You Spring 2006, Fashion Comedy Style 2005 (Charity Event) и New York Fashion Week 2007.
В 2006 году она снялась в независимом кино Sarbanes-Oxley и в клипе Wolf Like Me.
В 2007 году она появилась на обложках U&U magazine и Uzuri magazine, и её фотографами стали Romer Pedrome и Derek Blanks.
В 2008 году она появилась на обложке Vicious magazine. В том же году она подписала контракт с модельными агентствами: 301 Model Management в Майами и Basic Model Management в Нью-Йорке.
Также она участвовала в финальном показе участника «Проекта Подиум» Джо Фарриса.

### Музыкальная карьера
Наима Мора пела в группе «Chewing Pics». Их дебютный альбом «Tarantula» вышел 10 марта 2008 года. А осенью 2009 года группа распалась.
Сейчас Наима — вокалистка рок-группы «Galaxy of Tar». В мае 2010 года они выпустили свой дебютный альбом.